# Shunto
Shunto (春闘) é um termo japonês, normalmente transmitido como "ofensiva salarial da primavera", com a palavra "salarial" algumas vezes sendo substituída por meios de subsistência, trabalho ou outro termo similar. Refere-se às negociações salariais anuais entre os sindicatos dos empregados e os empregadores. Milhares desses sindicatos conduzem negociações simultaneamente a partir do começo de março.
O Shunto começou na década de 1940 e por volta de meados da década de 1950 já estava enraizado nas relações industriais. Impulsionado pela militância dos trabalhadores que traziam às cidades do Japão um impasse toda primavera, ele foi fundamental para aumentar comparativamente os baixos salários da década de 1940 e para melhorar as condições de trabalho além de outros benefícios. A Confederação Sindical Comercial, o Rengo, normalmente define uma meta específica para o reajuste salarial anual, a fim de auxiliar a negociação coletiva. As negociações com os sindicatos de cada empresa costumam começar depois que os sindicatos maiores garantem seus próprios acordos, pois assim eles conseguem pressionar a empresa a equiparar as melhorias, levando a uma melhora generalizada dos salários.
Desde que o Japão entrou em recessão e deflação, com membros de sindicatos falindo, o valor do shunto e os aumentos automáticos de salários associados a ele ficaram ameaçados. Os maiores sindicatos das indústrias metalúrgicas, eletrônicas e automotivas foram forçados a restringir suas demandas e até mesmo a aceitar ofertas de congelamento salarial de seus empregadores. Começou a se preocupar com a proteção da estrutura de pagamento existente e os empregos. Com o aumento da pressão no ambiente de trabalho, cresceu a tendência de ocorrerem karoshi e karo jisatsu.